# NGC 2608

NGC 2608 par le télescope spatial Hubble.

NGC 2608 est une galaxie spirale barrée située dans la constellation du Cancer. NGC 2608 a été découverte par l'astronome germano-britannique William Herschel en 1785.

## Caractéristiques
La classe de luminosité de NGC 2608 est II et elle présente une large raie HI.

### Distance
Sa vitesse par rapport au fond diffus cosmologique est de 2 385 ± 16 km/s, ce qui correspond à une distance de Hubble de 35,2 ± 2,5 Mpc (∼115 millions d'al).
À ce jour, 17 mesures non basées sur le décalage vers le rouge (redshift) donnent une distance de 21,218 ± 5,180 Mpc (∼69,2 millions d'al), ce qui est à l'intérieur des valeurs de la distance de Hubble. Notons cependant que c'est avec la valeur moyenne des mesures indépendantes, lorsqu'elles existent, que la base de données NASA/IPAC calcule le diamètre d'une galaxie et qu'en conséquence le diamètre de NGC 2608 pourrait être d'environ 18,1 kpc (∼59 000 al) si on utilisait la distance de Hubble pour le calculer. 

### Galaxie particulière
NGC 2608 figure dans l'atlas de Halton Arp sous la cote Arp 12. Arp mentionne à son sujet que son noyau peut être double ou superposé.

## Supernova
Deux supernovas ont été découvertes dans NGC 2608 : SN 1920A et SN 2001bg.

### SN 1920A
Cette supernova a été découverte le 1er mars 1920 par l'astronome allemand Max Wolf. Le type de cette supernova n'a pas été déterminé. 

### SN 2001bg
Cette supernova a été découverte le 8 mai 2001 par l'astronome amateur britannique Tom Boles. Cette supernova était de type Ia.